# Лимбажі
Ли́мбажі (латис. Limbaži;  вимова, також Лемзаль, нім. Lemsal, рос. Лемзаль, ест. Lemsalu, лів. Limbaž) — місто в Латвії, у регіоні Відземе. Розташоване за 90 кілометрів на північний схід від Риги. Населення 8705. У середньовіччя — частина Лівонії, в якій Лимбажі були укріпленим містом із кам'яними стінами, посідало друге місце за значенням після самої Риги.
Місто, де народився композитор Карліс Бауманіс, автор національного гімну Латвії.

## Історія
- Ліфляндська губернія

## Економіка
Харчові підприємства, фабрика валяного взуття.

## Населення
Населення — 8,7 тис. жителів (2005).